# Farymann Diesel
Farymann Diesel war ein deutscher Hersteller kleiner Dieselmotoren für Industrie- und Marineanwendungen mit Hauptsitz im südhessischen Lampertheim. Farymann zählt heute zu den Hauptakteuren auf dem globalen Markt für Kleindieselmotoren. In seinen Hochzeiten beschäftigte das Unternehmen 400 Mitarbeiter.

## Geschichte

### VonFarny & WeidmannüberFarmannzuFarymann Diesel
Farymann Diesel wurde von den Ingenieuren Paul Ludwig Farny (1897–1985) und Ernst Weidmann am 5. August 1947 gegründet. Paul Farny stammte aus der Kißlegger Brauerfamilie Farny. Im Ersten Weltkrieg hatte er einen Unterschenkel verloren und studierte dann Maschinenbau an der Technischen Hochschule Stuttgart. Farny war in Ilvesheim wohnhaft, Ernst Weidmann in Weinheim ansässig. Weidmann wurde 1907 in Kiew als dritter von fünf Söhnen – sein ältester Bruder war Adolf Weidmann – des Adolf Weidmann (1867–1936) und dessen Ehefrau Karolina, geborene Munzinger (1872–1945), geboren. Die Familie wanderte über Riga, Warschau und Kiew nach Rowno aus, wo der Vater als Braumeister tätig war. Mit Ausbruch des Ersten Weltkrieges erfolgten die Ausweisung und der spätere Umzug nach Lothringen, welches sie nach dem Kriegsende wieder verlassen mussten. Über Umwege gelangten sie so nach Glan-Münchweiler in Rheinland-Pfalz.
Beide Gründer waren bis Ende des Zweiten Weltkriegs bei MWM tätig – Farny saß dort ab 1939 bis in die Besatzungszeit hinein auch im Vorstand –, wurden aber auf Grund der Entnazifizierung entlassen. Die Firmierung war zunächst Farny & Weidmann, dann kurze Zeit, abgeleitet aus den ersten Buchstaben der Familiennamen, Farmann, was aber wegen einer möglichen Verwechslungsgefahr mit dem französischen Automobil- und Flugzeugmotorenhersteller Farman schon bald in Farymann Diesel (mit angehängter jeweiliger Rechtsform) abgeändert wurde. Als Startkapital diente Farny sein Erbanteil an der elterlichen Brauerei. Errichtet wurde das erste Gebäude auf dem früheren Olympia-Lampertheim-Sportplatz. 1949 und 1952 kamen weitere Bauten hinzu.
Ende der 1960er Jahre hatte der Betrieb rund 260 Mitarbeiter. Vor allem die kleinen liegenden Motoren mit geringer Bauhöhe sowie die als laufruhig bekannten Zweizylinder-V-Motoren mit ihrer kompakten Bauform waren bald sehr begehrt. Eine besondere Bedeutung spielte die Fertigung von Bootsmotoren, die bis heute vor allem als Hilfsmotoren bei Segelyachten zum Einsatz kommen. Die damals in Mailand ansässige Firma Nanni (heute Nanni Industries SAS, Bordeaux) begann 1952 mit der sogenannten „Marinisierung“ von Industriemotoren aus dem Hause Farymann. Als Farymann ein komplettes Programm von Kleindieselmotoren für den Bootsantrieb entwickelt hatte, nahm dieser Fertigungsbereich einen steilen Aufschwung. In enger Zusammenarbeit mit Seglern und Yachtwerften begann man bei Farymann mit der Entwicklung kompletter, wassergekühlter Bootsmotoren. Um 1970 war Farymann der größte Hersteller von wassergekühlten Kleindiesel-Bootsmotoren innerhalb der EWG und lieferte weltweit in mehr als 80 Länder. Unter anderem hatte man in einigen Ländern Vermarktungsvereinbarungen für diese Kleindiesel-Bootsmotoren mit dem britischen Motorenhersteller Perkins Engines geschlossen, der 1975 auf der London Boat Show eine Gruppe von Farymann-Motoren präsentierte.
1977 wurde Farny das Bundesverdienstkreuz am Bande verliehen. Weidmann nahm als 83-Jähriger Anfang September 1990 noch am 22. 100-km-Lauf des TV Unna 1861 als Läufer teil. Als damals ältester Ultramarathonläufer in Deutschland erreichte er das Ziel in 18:33:55 h.

### Die ÄraBriggs & Stratton
Im Juli 1979 wurde das Unternehmen an Briggs & Stratton verkauft. Zu diesem Zeitpunkt waren die beiden Gründer 72 und 83 Jahre alt, die Nachfolge nicht geklärt. Organisation und Fertigung entsprachen einem größeren Handwerksunternehmen, aufgrund der damals international hohen Nachfrage allerdings vermutlich mit einem guten Absatz und Gewinn. B&S hatte die Vorstellung, den Betrieb und die Produkte zu modernisieren und durch drastisch niedrigere Kosten/Preise sowie durch die eigene Vertriebsorganisation die Stückzahlen dramatisch steigern zu können.
In der Zeitschrift Wehrtechnik des Verlags Wehr und Wissen war 2000 zusammengefasst:

„Die Firma Farymann Diesel GmbH wurde 1947 am Standort Lampertheim gegründet und gehört seit 1979 zum amerikanischen Konzern Briggs & Stratton. Das Unternehmen produziert Einzylinder-Dieselmotoren für Industrie- und Baumaschinen sowie Marine- und Spezialanwendungen. Zur Belegschaft gehören ca. 100 Mitarbeiter. Pro Jahr werden etwa 11.000 Farymann-Motoren gefertigt. Hauptabsatzgebiet ist der Baumaschinensektor mit dem Schwerpunkt auf Spezialanwendungen wie für Generatoren, Pumpen oder Wasseraufbereitungsanlagen und militärische Anwendungen. In verstärktem Umfang werden Motoren für Marinezwecke, hier insbesondere für Marinegeneratoren und als Bootsmotoren hergestellt. Der überwiegende Anteil der Motoren wird in umweltsensitiven Bereichen eingesetzt. Das Fertigungsprogramm umfaßt moderne Kleindieselmotoren im Leistungsbereich von drei bis 40 kW. Farymann Diesel arbeitet mit dem englischen Hersteller Lister Petter und mit dem französischen Hersteller Bernard Moteur zusammen.“

### Nach 2000
Nach dem Jahr 2000 firmierten mehrere Gesellschaften als Farymann Diesel. 
Eine Farymann Diesel GmbH (Amtsgericht Darmstadt HRB 60722) befand sich im Mehrheitseigentum und unter der Geschäftsführung von Bernd Holzapfel. Das Unternehmen besteht weiterhin, wird aber als "in Liquidation" geführt und befindet sich im Mehrheitseigentum eines Familienmitglieds Holzapfels.
Eine Bukh-Farymann Diesel GmbH (Amtsgericht Darmstadt HRB 62206) wurde 2004 erstmals ins Handelsregister eingetragen und gehörte zu Bukh A/S, ab 2007 zur indischen Greaves Cotton, dann mit der Firmierung Greaves Farymann Diesel GmbH.  2010 wurde die Markteinführung in den Vereinigten Staaten, Kanada, in der Karibik und Mexiko beschlossen und die amerikanische Tochter Farymann North America mit Sitz in Greenville, South Carolina, gegründet, deren erster Direktor Syd Watson wurde. 2013 beklagte die Greaves Farymann Diesel GmbH Vertriebsprobleme und bat den Bundestagsabgeordneten Michael Meister (CDU) um Unterstützung bei der Suche nach neuen Kontakten. Zu dieser Zeit hatte das Unternehmen nur noch 33 Angestellte und konnte von 7.000 bis 8.000 erwarteten nur noch 3.000 Motoren absetzen. Vom Mutterkonzern Greaves Cotton fühlte man sich allein gelassen. In Lampertheim hatte Farymann lediglich die Produktion, aber weder eine eigene Vertriebsschiene noch eine Marketingabteilung. Im Bereich der wassergekühlten 18-kW-Motoren war das Unternehmen mit einem Marktanteil von 60 Prozent seinerzeit zwar Weltmarktführer, konnte aber im Baumaschinensektor seit längerer Zeit nicht mit den chinesischen Billigprodukten mithalten. Ab Sommer 2018 war AGP Power ApS, Ballerup/Dänemark, neuer Eigentümer. Laut Firmenwebsite war die Farymann Diesel Engines GmbH Stand 2018 immer noch in mehr als 60 Ländern mit Vertragspartnern vertreten. Im Februar 2019 musste Faryman erneut Insolvenz beantragen. Grund sollen Zulieferprobleme gewesen sein, die die Produktion drosselten. Eine Sanierungslösung kam nicht zustande. Im Mai 2019 wurde das Unternehmen endgültig liquidiert. Die Löschung aus dem Handelsregister erfolgte im Juni 2023.
Darüber hinaus bleibt Briggs & Stratton rechtlich weiterhin mit der Gesellschaft aktiv, die von 1979 an als Farymann Diesel GmbH firmierte und von 1985 an Briggs & Stratton Germany GmbH heißt (Amtsgericht Darmstadt HRB 60438). Firmensitz und Produktion befinden sich in Viernheim.

## Produkte und Verwendungsbereiche
Im Wesentlichen wurden Einzylinder-Dieselmotoren entwickelt und gebaut, seit den 1960er Jahren auch kompakte V-Motoren. Das erste Produkt war ein liegender Motor mit indirekter Einspritzung und Verdampferkühlung, der Typ D. In den ersten Jahren der Firmengeschichte gab es kein einheitliches Bezeichnungssystem der Motortypen, bzw. es wurde nicht sehr einheitlich gehandhabt, bis Mitte der 1950er das 1. (rein alphabetische) Bezeichnungssystem für Motoren der 1. Generation folgte.
1976 präsentierte Farymann einen seriengefertigten 4,5 PS starken 242-cm³-Einzylinder-Dieselmotor, zu dieser Zeit angeblich der „kleinste Diesel-Motor der Welt“ –, abgesehen vom Modellbaubereich; gemeint war damit der kleinste industriell genutzte Dieselmotor, der vorwiegend als Antrieb für Baumaschinen zum Einsatz kam. Der Motor wurde speziell für den Antrieb von Kühlaggregaten kleiner Lieferwagen entwickelt.
Die Motoren sind beliebt aufgrund ihrer Langlebigkeit, der zuverlässigen Starteigenschaft, der einfachen Wartungsmöglichkeit und der Einsetzbarkeit unter extremen Betriebsbedingungen. So beschrieb das internationale Fachmagazin Engineering News-Record (ENR) 1982 die Vorzüge der Farymann-Motoren wie folgt:

„Farymann has long been considered one of the finest names in diesel power for the industrial/commercial market. This German-built diesel has a big reputation for long life, easy starts, simple maintenance and the capability to stand up under extreme operating conditions. […].“

Das Unternehmen bietet auch Produkte an wie beispielsweise Mini-Blockheizkraftwerke für Einfamilienhäuser, Stromerzeugungsgeneratoren und Notstromgeräte.

### Liste der Motoren
| Serie E/J, 1-Zylinder, indirekte Einspritzung, d=75×100 mm, max. 2000/min (später 2300/min)                                     |                                                           |
| Bezeichnung 1. Generation | Bemerkungen                                               |
| EL | liegend, Verdampferkühlung, Vorläufer des E mit 80 mm Hub |
| E | liegend, Verdampferkühlung, seit ca. 1954                 |
| ES | stehend, wassergekühlt                                    |
| LE | liegend, luftgekühlt                                      |
| LES | stehend, luftgekühlt                                      |
| EK | liegend, Kondensatorkühlung                               |
| J | E mit 80 mm Bohrung                                       |
| JS | ES mit 80 mm Bohrung                                      |
| LJ | LE mit 80 mm Bohrung                                      |
| LJS | LES mit 80 mm Bohrung                                     |
| LA | LBA mit 95 mm Bohrung, liegend, wassergekühlt             |
| Die Serie J ist gelistet auf Farymann.com (Farymann of America), allerdings scheinen die Motoren zumindest sehr selten zu sein. |                                                           |

| Serie D, 1-Zylinder, indirekte Einspritzung, d=90×120 mm (luftgekühlt d=95×120 mm), max 1800/min |                                                         |
| Bezeichnung 1. Generation                                                                        | Bemerkungen                                             |
| DL1                                                                                              | liegend, Verdampferkühlung, Vorläufer des D mit 602 cm³ |
| DL2                                                                                              | liegend, Verdampferkühlung, Vorläufer des D mit 765 cm³ |
| DKF                                                                                              | liegend, Kondensatorkühlung                             |
| D                                                                                                | liegend, Verdampferkühlung                              |
| DS                                                                                               | stehend, wassergekühlt                                  |
| LD                                                                                               | liegend, luftgekühlt                                    |
| LDS                                                                                              | stehend, luftgekühlt                                    |

| Serie C, 2-Zylinder-Reihenmotor, indirekte Einspritzung, d=90×120 mm (luftgekühlt d=95×120 mm), max. 1800/min |                        |
| Bezeichnung 1. Generation                                                                                     | Bemerkungen            |
| CS | stehend, wassergekühlt |
| LC | liegend, luftgekühlt   |
| LCS | stehend, luftgekühlt   |

| Serie G, 1-Zylinder, direkte Einspritzung, d=105×130 mm, max. 1800/min |                           |                                      |
| Bezeichnung 1. Generation                                              | Bezeichnung 4. Generation | Bemerkungen                          |
| G                                                                      |                           | liegend, Verdampferkühlung           |
| GS                                                                     |                           | stehend, wassergekühlt               |
| LG                                                                     | G20                       | liegend, luftgekühlt                 |
| –                                                                      | G24                       | liegend, luftgekühlt, Bohrung 115 mm |
| LGS                                                                    |                           | stehend, luftgekühlt                 |
| –                                                                      | G12                       | stehend, luftgekühlt, Bohrung 110 mm |

| Serie K, 1-Zylinder, stehend, direkte Einspritzung, d=68×76/82 mm, max. 3000/min, Schwungrad 250/310 mm |                           |                           |                                                                        |
| Bezeichnung 1. Generation | Bezeichnung 3. Generation | Bezeichnung 4. Generation | Bemerkungen                                                            |
| LKS | K                         | K10                       | Hub 76 mm, Schwungrad 250 mm                                           |
| – | KS                        | K12                       | stark reduzierte Leistung, Hub 76 mm, freiliegendes Schwungrad         |
| – | (KH)                      | K14                       | Hub 82 mm, Schwungrad 310 mm                                           |
| – |                           | K17                       | Hub 82 mm, Schwungrad 310 mm, Rechtslauf, Stampfermotor ohne Motorfüße |
| – | KW                        | K30                       | wassergekühlt, Hub 82 mm, Schwungrad 310 mm                            |
| Die luftgekühlten Motoren gab es auch rechtslaufend und wurden gekennzeichnet durch ein angehängtes R bei der 2. Bezeichnung bzw. bei der 3. Bezeichnung wurde die letzte Stelle um 1 erhöht, aus K = K10 wurde KR = K11. Den K17 gab es nur rechtslaufend. Der Buchstabe H für Motoren mit vergrößertem Hub und Schwungrad ist nicht gesichert. |                           |                           |                                                                        |

| Serie L, 1-Zylinder, stehend, direkte Einspritzung, d=80×76/82 mm, max. 3000/min, Schwungrad 250/310 mm |                           |                           |                           |                                                                |
| Bezeichnung 2. Generation | Bezeichnung 3. Generation | Bezeichnung 4. Generation | Bezeichnung 5. Generation | Bemerkungen                                                    |
| KV | –                         | –                         | –                         | Bohrung 75 mm, Hub 76 mm, Schwungrad 250 mm                    |
| – | L                         | L10                       | –                         | Hub 76 mm, Schwungrad 250 mm                                   |
| – | LS                        | L12                       | –                         | stark reduzierte Leistung, Hub 76 mm, freiliegendes Schwungrad |
| – | (LH)                      | L14                       | 25A                       | Hub 82 mm, Schwungrad 310 mm                                   |
| – | LL                        | L20                       | 25E                       | liegender Zylinder, Hub 82 mm, Schwungrad 310 mm               |
| – | –                         | L28                       | 28E                       | L20 mit 85 mm Bohrung                                          |
| – |                           | L30                       |                           | wassergekühlt, Hub 82 mm, Schwungrad 310 mm                    |
| – |                           | L38                       |                           | wassergekühlt, Bohrung 85 mm, Hub 82 mm, Schwungrad 310 mm     |
| Die Serie L ist eine aufgebohrte Version des K und weitgehend baugleich, deshalb ist der KV auch hier eingeordnet. Der L38 hatte einen komplett neuen Zylinderkopf und werde von B&S evtl. noch als 28W angeboten. Die stehenden, luftgekühlten Motoren (nicht KV) gab es auch rechtslaufend und wurden gekennzeichnet durch ein angehängtes R bei der 2. Bezeichnung bzw. bei der 3. Bezeichnung wurde die letzte Stelle um 1 erhöht, aus L = L10 wurde LR = L11. Der Buchstabe H für Motoren mit vergrößertem Hub und Schwungrad ist nicht gesichert. |                           |                           |                           |                                                                |

### Bootsmotoren und -getriebe
Eine typische Anwendung der Farymann-Motoren sind Bootsmotoren, insbesondere als Hilfsmotoren für Segelyachten und Sportboote, aber auch für Fähr-, Arbeits- und Rettungsboote verwendet. Eine Reihe der Motoren wurde bereits in den 1960er Jahren im Auftrag der See-Berufsgenossenschaft von der Gesellschaft Germanischer Lloyd auf ihre Verwendungstauglichkeit in Rettungsbooten geprüft und zugelassen. In der Binnenschiffahrt waren die Motoren auch für den Antrieb von Ankerwinden, als Aggregatsantriebe und als Pumpenantriebe sehr verbreitet. Das Programm umfasst wasser- und luftgekühlte Viertakt-Dieselmotoren als geschlossene mit Kupplung oder Wendegetriebe und komplettem Bootswellensatz.
Ein Beispiel eines Sportbootes, das mit einem Farymann-Hilfsmotor ausgestattet war, war die 2009 gekenterte Taube. Den Angaben des Betreibervereins nach hatte das Boot zum Zeitpunkt des Unglücks einen 6-PS-442-cm³-Einzylinder-Viertakt-Diesel mit Seewasserkühlung des Typs 18 ES 0135 verbaut, während davon abweichend im Internationalen Bootsschein ein 5-PS-Farymann-Aggregat des Baujahrs 1971 verzeichnet war. In Deutschland ist eine historische Kettenfähre in Mannheim, im Hafengebiet Sandhofer Altrhein, in Betrieb, die seit Jahrzehnten mit einem 12-PS-Farymann-Diesel-Motor angetrieben wird. Auch die unter Denkmalschutz stehende Seilfähre Siebeneichen wird von einem 9,5-PS-Farymann-Zweizylinder-Dieselmotor des Typs R 10 (Motornummer 35 R10 100512) angetrieben. Für die Stromerzeugung erhielt der historische Schleppdampfer Claus D., mittlerweile ein Museumsschiff, einen 14-PS-Farymann-Zweizylinder-V-Motor des Baujahrs 1974.

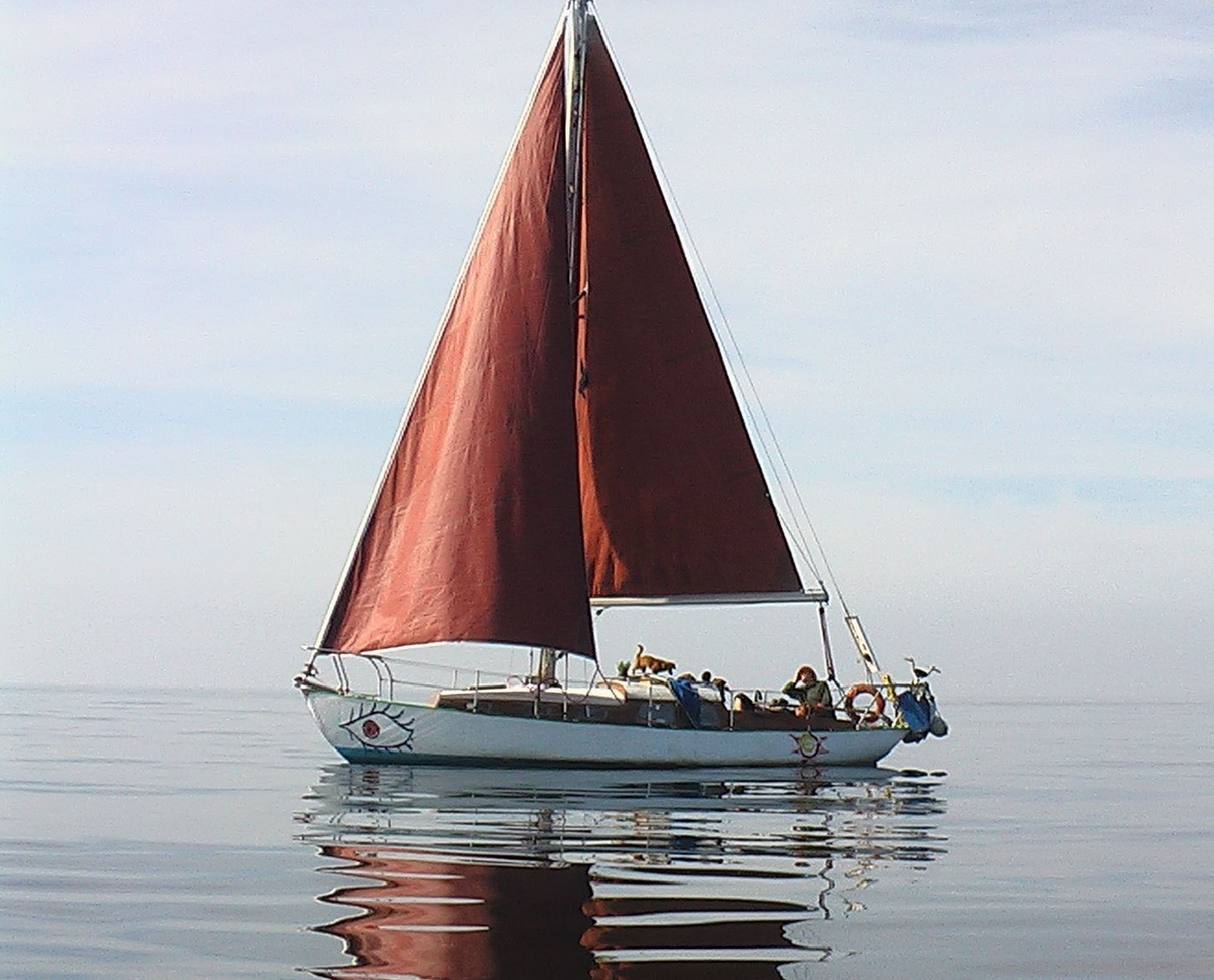
Segelyacht Taube, ausgestattet mit 6-PS-Farymann Typ 18 ES 0135
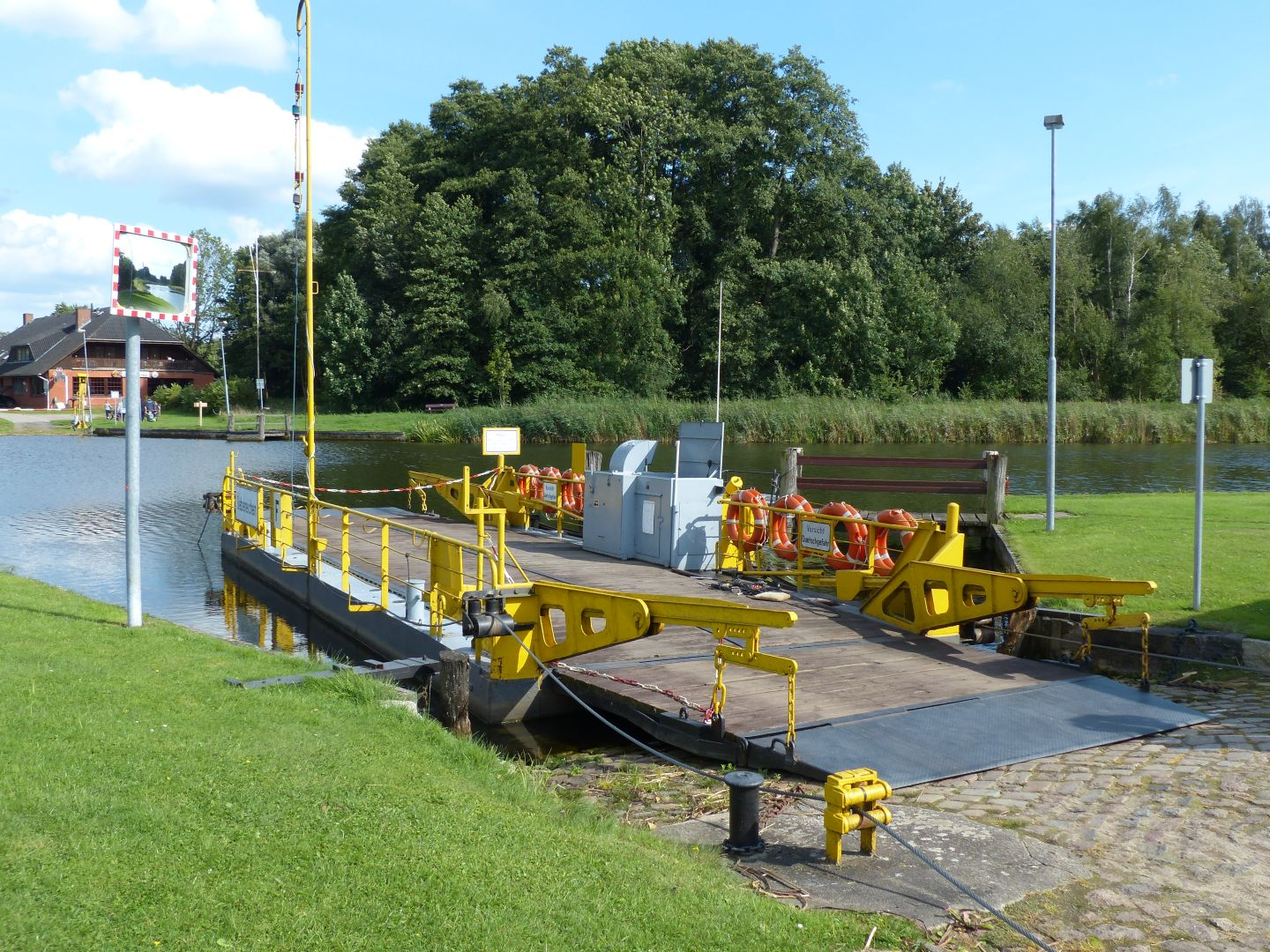
Fähre Siebeneichen, ausgestattet mit 9,5-PS-Farymann-Zweizylinder Typ R 10
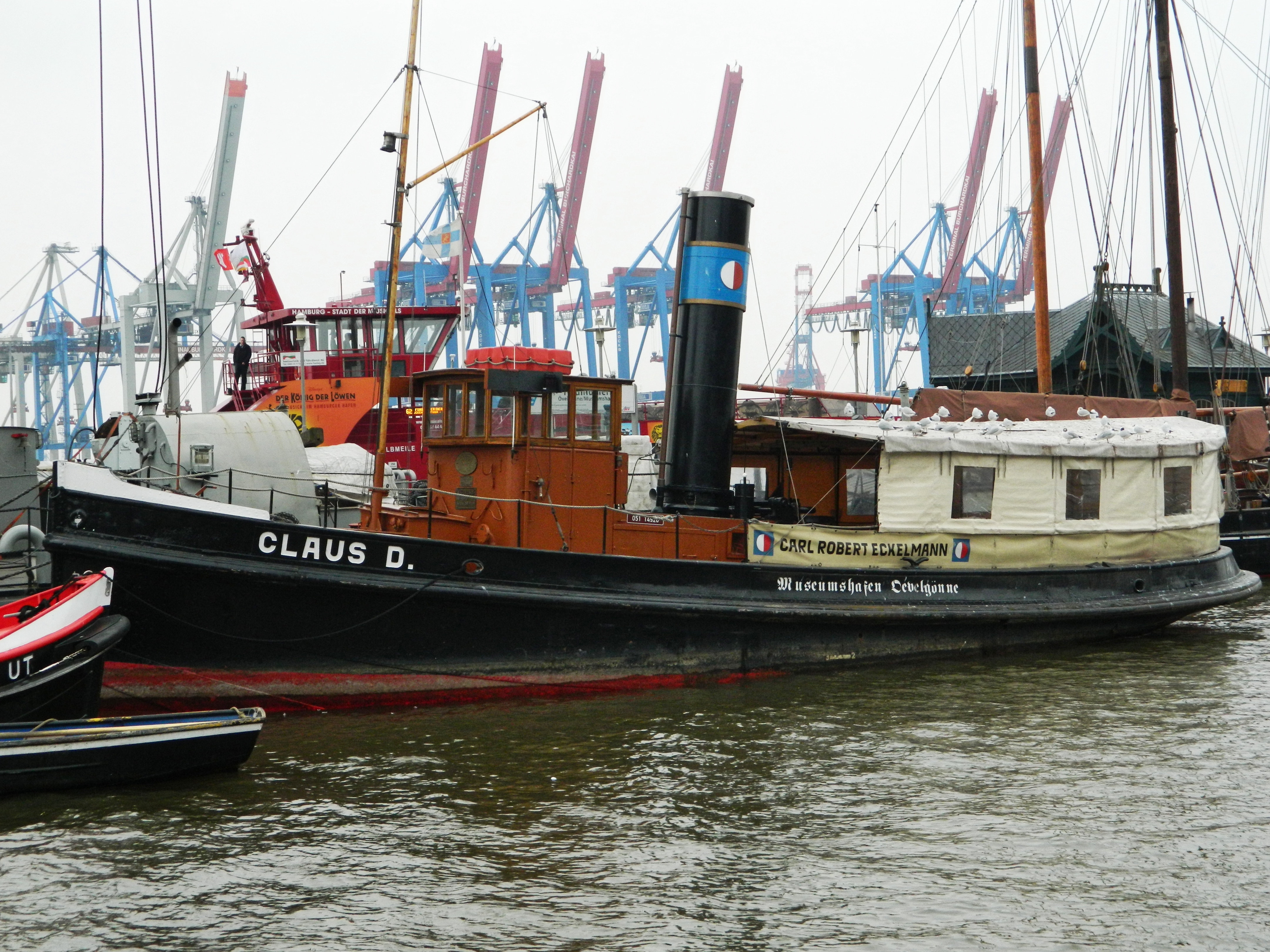
Claus D. mit einem 14-PS-Farymann-Einzylindermotor für die Stromerzeugung

### Verwendung als Automobilantrieb

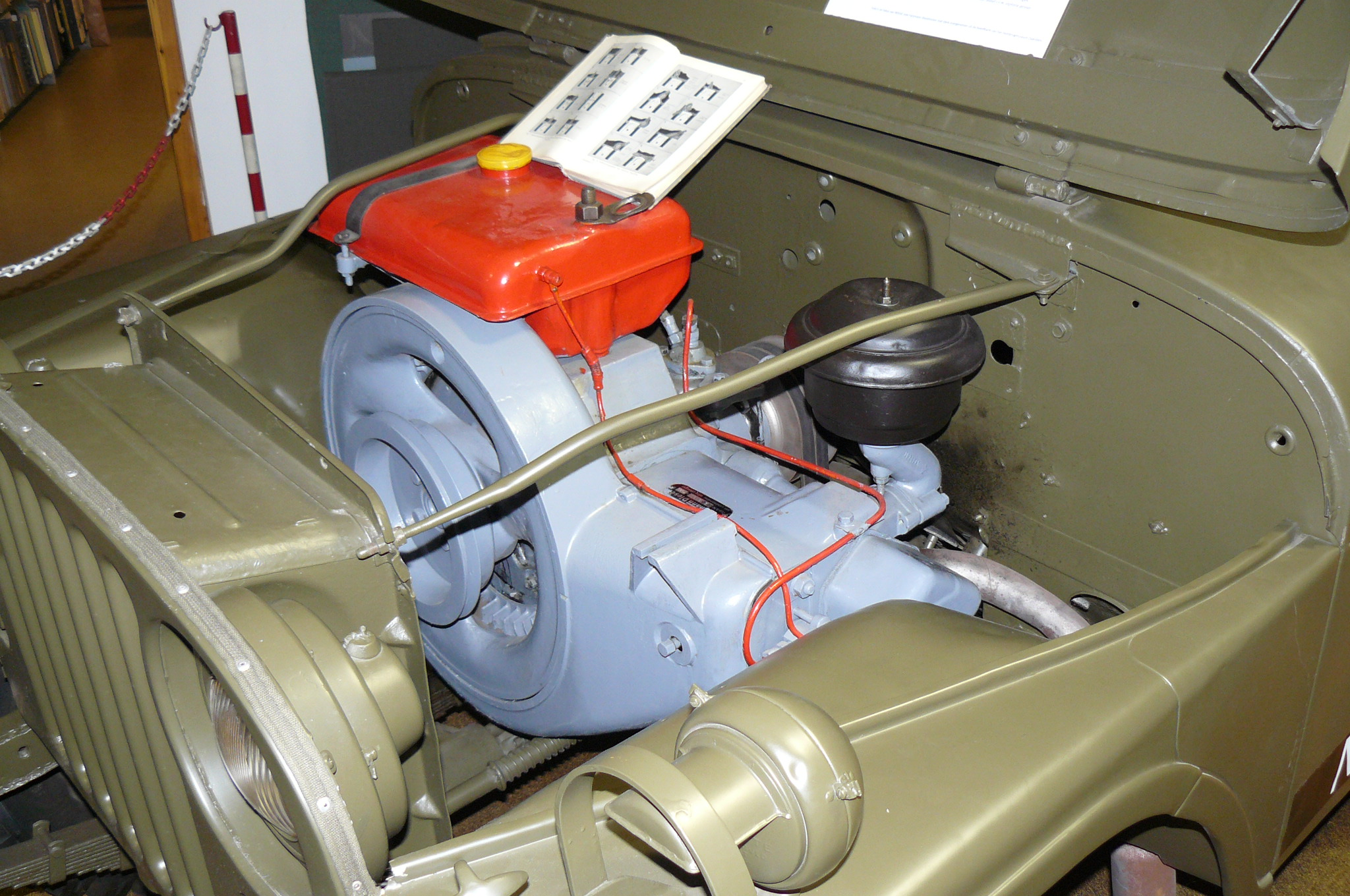
NEKAF M38A1-Prototyp mit modifiziertem 850cm³-Einzylinder

Auch im Autoprototypenbau experimentierte man mit modifizierten Schiffs- und Stand- oder Antriebsdieselmotoren von Farymann.
So befindet sich heute im Regiment Technische Troepen Museum in Soesterberg ein NEKAF M38A1-Prototyp (niederländische Lizenz-Variante des Willys M38A1) aus den 1960er Jahren, bei dem man versuchte, der Artillerietruppe ein möglichst „funkenfreies“ Fahrzeug zur Verfügung zu stellen. Hierbei wurden alle elektrischen Komponenten entfernt und der Benzinmotor durch Farymann-850cm³-Einzylinder-Dieselmotor mit einer Leistung von 10 PS ersetzt.

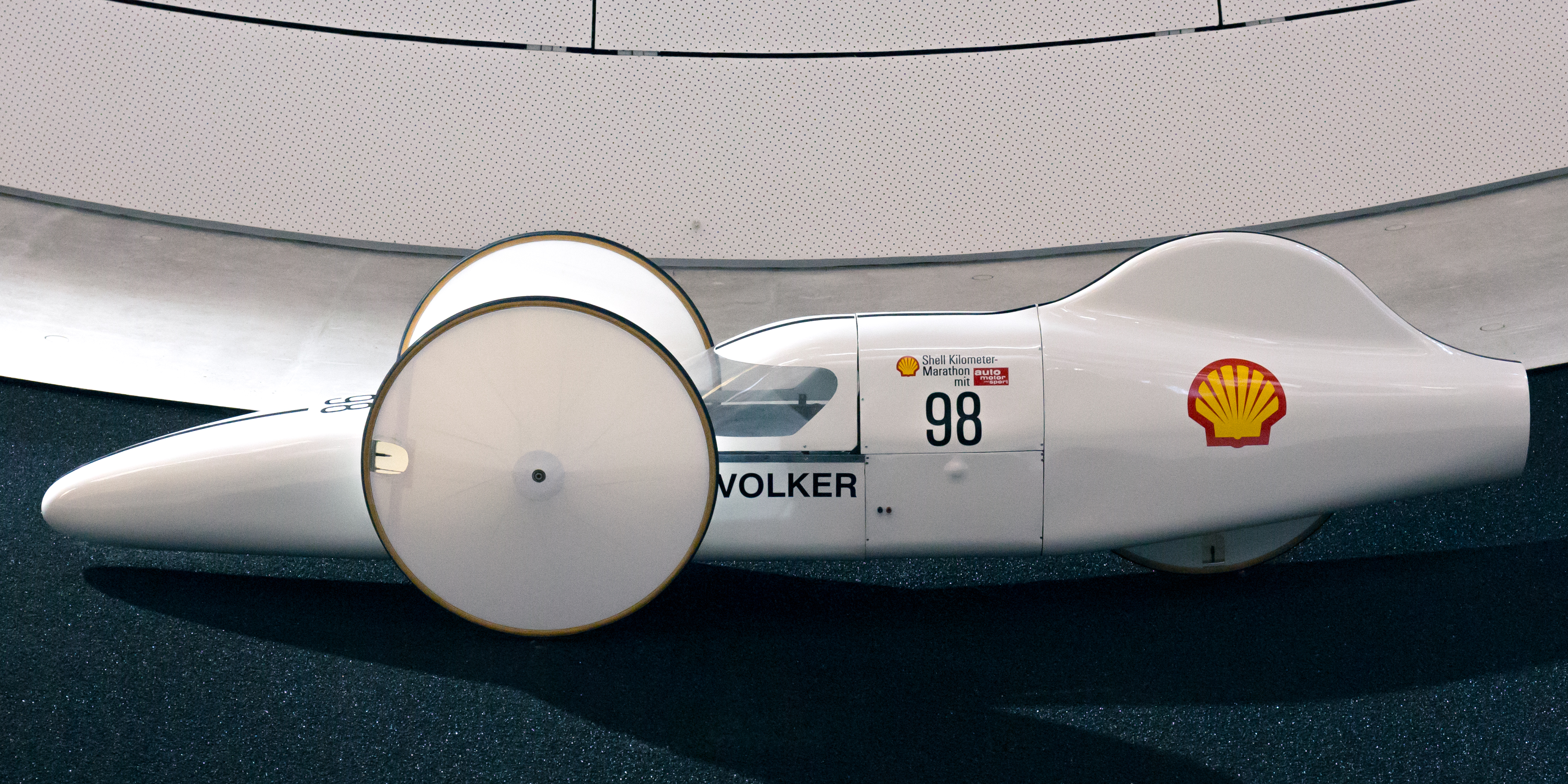
MB Kraftstoff-Sparmobil (1980)

Anlässlich der Ölpreiskrise Anfang der 1970er Jahre beteiligten sich Auszubildende von Mercedes-Benz von 1977 und 1980 an sechs Kraftstoffsparwettbewerben mit selbst konstruierten Testfahrzeugen. Die Fahrzeuge konstruierten sie selbst. 1980 siegte der 17-jährige Volker Schramm mit dem Mercedes-Benz Kraftstoff-Sparmobil beim Kilometer-Marathon in Hockenheim mit einem Verbrauch von 1,0 Liter Dieselkraftstoff auf 1028 km. In dem Fahrzeug wurde ein von 3,6 auf 1 PS gedrosselter Farymann-200-cm³-Dieselmotor aus dem Pumpen- und Stromaggregatbau verwendet, der noch ein Durchschnittstempo von 21 km/h ermöglichte. Das Fahrzeug steht im Mercedes-Benz-Museum.
Für den Straßenverkehr zugelassen bot der französische Hersteller Erad sein Microcar Capucine ab 1981 alternativ zum 47-cm³–Zweitaktmotor von Sachs auch mit einem 290-cm³-Farymann-Dieselmotor mit 4 kW an.

### Verwendung in der Landwirtschaftstechnik

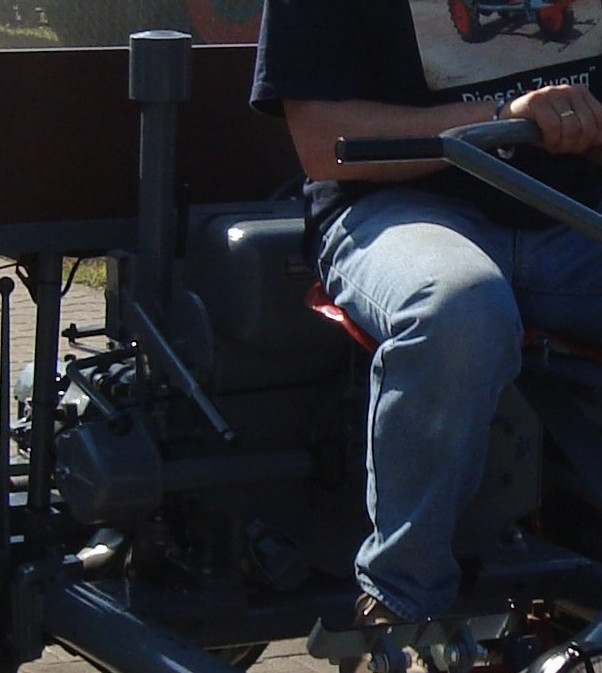
7,5-PS-Farymann-DL1 in einem K&B Dieselzwerg (1952)

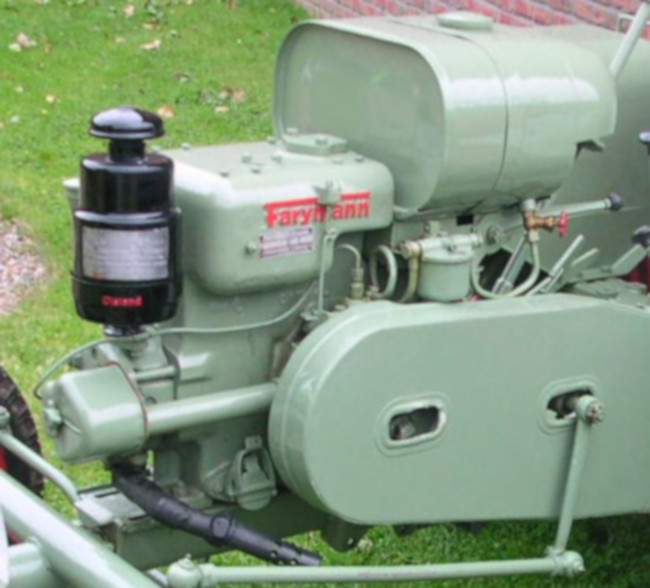
10-PS-Farymann-DL2 eines Normag C10 (1952)

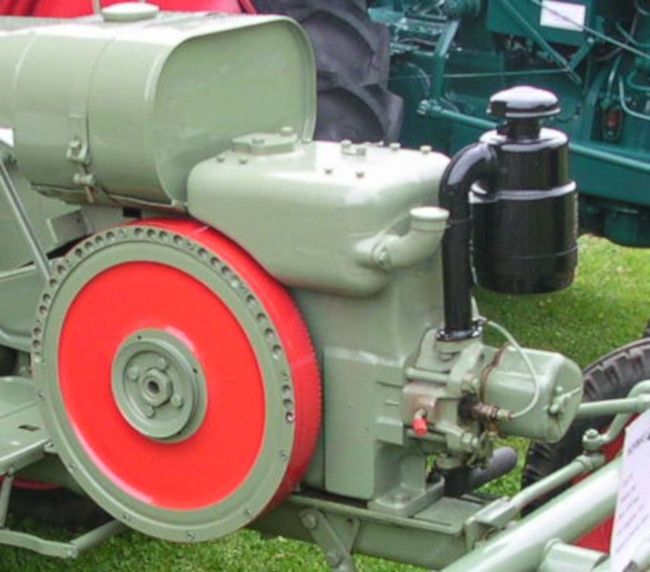
10-PS-Farymann-DL2 eines Normag C10 (1952); Ansicht auf das Schwungrad

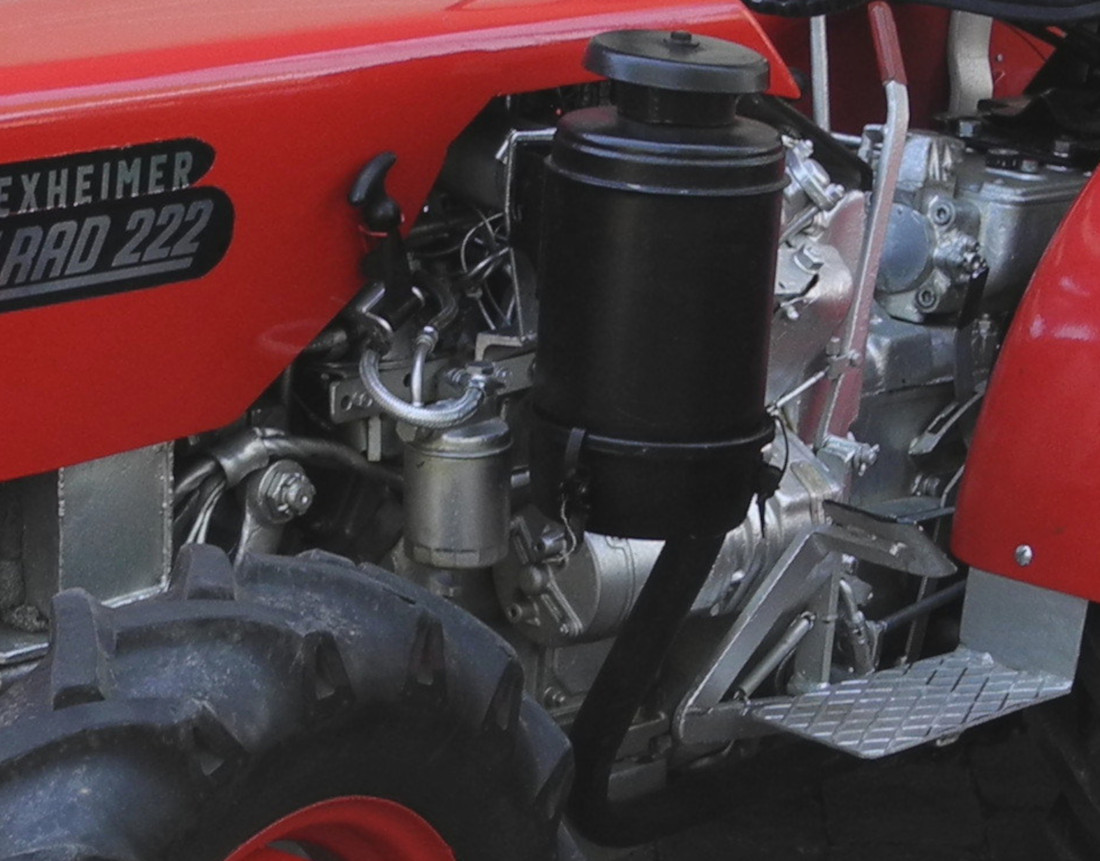
30-PS-Typ-S in einem Dexheimer Allrad 222

Zum Einsatz kamen Farymann-Motoren auch in der Landmaschinentechnik, beispielsweise für Holzspalter.
Die Kleindiesel von Farymann wurden auch in zahlreichen Kleintraktoren verbaut. 1949 stieg Gutbrod mit dem Geräteträger Farmax 10 D in den Schlepperbau ein, der einen 10-PS-Motor von Farymann hatte. Der von 1950 bis 1955 (Prototypenfertigung 1949) von Kühner & Berger produzierte Dreiradkleinschlepper Dieselzwerg hatte einen 7,5 PS starken 602-cm³-Farymann-DL1-Dieselmotor und wurde ab 1953 wahlweise auch mit einem 765-cm³-Viertakt-DL2-Einzylindermotor mit 8 oder 10 PS angeboten.
Bekannt ist, dass das frühere Maschinenbauunternehmen GEMA (Gesellschaft für Maschinen- und Apparatebau mbH) in St. Ingbert im bis 1956 abgetrennten Saarland unter der Firmenbezeichnung GEMA Societe de Gestion S.à.r.l. ab ca. 1949 nahezu baugleiche Motoren fertigte und in Kooperation mit der in Bitsch ansässigen Firma I.M.B. (Industrie Mecanique de Bitche), die das Fahrgestell lieferte, einige Hundert Dieselzwerge im Lizenzbau produzierte, Die Typenschilder der GEMA-Motoren trugen neben der Bezeichnung GEMA Moteur Diesel den Zusatz „Licence Farmann“ – nicht Farymann.
Der von 1952 bis 1954 von Normag gebaute C 10 hatte einen Farymann Einzylinder-Viertakt-Wirbelkammer-Dieselmotor vom Typ DL2 mit Verdampfungskühlung, das Normag-Modell N 12 einen 12 PS leistenden 1125-cm³-Farymann-Diesel. Karl Widmann (Fahrzeugbau Widmann – FAWI) bot seinen ersten in Serie hergestellten Einachsschlepper FAWI 6-10 auf Wunsch auch mit einem Farymann-Motor vom Typ DL2 an. Die Bad Windsheimer Maschinenfabrik H. Schmotzer bot ihren Universalschlepper Kombi (Produktionszeitraum 1954–1967) wahlweise mit Stihl-, VW- oder Farymann-Motoren an. Hela stattete sein von 1955 bis 1959 gebautes Schmalspurtraktor-Modell Varimot 08 mit einem 10 PS starken 763-cm³-Viertakt-Einzylinder-Wirbelkammer-Dieselmotor aus, im letzten Modelljahr auch wahlweise mit einem 14 PS starken Farymann-Aggregat. Der Varimot 10 hatte ebenfalls den 10 PS starken 763-cm³-Motor, der Varimot 14 das 14-PS-Aggregat. Auch Hako rüstete seinen ab 1965 produzierten Schmalspurtraktor Hakotrac D12 wahlweise mit einem Farymann-Motor aus. Auch Joseph Vögele verwendete in seinem IVO-Dreiradschlepper FD-6 einen Farmann-6-PS-Einzylinder mit Schwungradkondensator. 1964 bot Schanzlin seinen 70 cm breiten Vierrad-Kleinschlepper Kultimot mit Farymann-Dieselmotor von 10–12 PS an. Dexheimer motorisierte seinen ersten von 1966 bis 1970 produzierten Allrad-Schmalspurschlepper Allrad 222 mit einem 22 PS starken Farymann P-Motor und bot das Modell von 1967 bis 1970 auch mit einem 30 PS starken S-Motor an. Wegen der Laufunruhe der Einzylindermotoren in den Allrad 222-Traktoren ersetzte man diese 1970 durch den luftgekühlten Zweizylinder-Reihen-Dieselmotor Typ D325-2 aus dem Hause MWM.
Das Thünen-Institut testete das Emissionsverhalten mit ausgewählten Misch- und Reinkraftstoffen in Motorenversuchen in einem 5-Punkte-Testverfahren, angelehnt an die durchschnittliche Auslastung von Schleppermotoren aus den 1970er und 1980er Jahren, mittels eines stehenden, wassergekühlten Farymann-Diesel-Einzylinders vom Typ 18W aus dem Jahr 2008 (Abgasnorm TIER 4 (USA)), der sich bereits in früheren Arbeiten bewährt hatte, im Vergleich zu einem Mercedes-Benz-Reihensechszylinder OM 906 LA.

### Verwendung im Baumaschinensektor
Farymann-Motoren kommen auch im Baumaschinenbereich zur Anwendung. So produzierte der seit 1995 zur Ammann Group gehörende Grabenwalzenhersteller und Erfinder der Grabenwalzen Rammax bereits mehrere Modelle mit Farymann-Motoren: die RW 1400 (1980–1992) und die RW 1402 (1985–1992) mit dem Farymann A24, die RW 700 und RW 702 (ab 1995) mit dem Farymann 32A, die RW 1403 (ab 1992) mit den Typen 43E und 43F, sowie aktuell die RW 1503 mit einem Farymann 43F mit 15,5 PS. Eine weitere typische Anwendung ist der Antrieb von Rüttelplatten.